# Jan Christiansen
Jan Christiansen (født 6. maj 1958 i Tórshavn) er en færøsk lærer og politiker (FF). Han er uddannet almenlærer fra 1982, og har undervist i folkeskolen siden dengang. Han var medlem af kommunalbestyrelsen i Tórshavn fra 1. januar 1985 til 31. december 2012, herunder byens borgmester fra 1. januar 2001 til 31. december 2004.
Fra juni 2010 er Christiansen Ridder af Dannebrog.